# 보스턴 퍼블릭
《보스턴 퍼블릭》(영어: Boston Public)은 2000년 10월 23일부터 2004년 1월 30일까지 Fox에서 방영된 드라마이다.

## 출연
주연
- 샤이 맥브라이드
- 앤서니 힐드
- 제슬린 길시그
- 니키 캣
- 로레타 더바인
- 샤론 릴
- 파이비시 핀컬
- 러시다 존스
- 톰 매카시
- 조이 슬로트닉
- 캐시 베이커
- 제리 라이언
- 마이클 래퍼포트
- 존 에이브럼스
- 조이 매킨타이어
- 미셸 모너핸

특별 출연
- 휘트니 휴스턴